# Консеквенциализъм
Консеквенциализмът е група етически теории, централният пункт на които е, че за моралната стойност на всяко действие може правилно да се съди единствено по последиците, които са настъпили от извършването, а не от намеренията на този, който върши действието. Типичен представител на това семейство концепции е класическият утилитаризъм на Бентъм.